# 石紋杜父魚
石紋杜父魚，為輻鰭魚綱鮋形目杜父魚亞目杜父魚科的其中一種。分布於美國奧勒岡州、加利福尼亞州的克拉瑪斯河流域，喜棲息在水質清澈，水溫冰冷軟底質的小溪流，體長可達9公分。

## 擴展閱讀
維基物種上的相關：石紋杜父魚